# Vido Šoškić
Vido Šoškić, črnogorski general, * 16. junij 1913, † december 1992.

## Življenjepis
Šoškić, študent Pravne fakultete v Beogradu, se je leta 1935 pridružil KPJ in naslednje leto je bil obsojen na 6 mesecev zapora zaradi revolucionarne dejavnosti. Leta 1941 se je pridružil NOVJ; med vojno je bil poveljnik več enot.
Po vojni je bil vojaški ataše v Turčiji, opravljal več različnih štabnih dolžnosti,...